# Liste der Monuments historiques in Baudonvilliers
Die Liste der Monuments historiques in Baudonvilliers führt die Monuments historiques in der französischen Gemeinde Baudonvilliers auf.

## Liste der Objekte
| Bezeichnung                | Beschreibung                           | Standort                            | Kennzeichnung | Schutzstatus | Datum | Bild |
| -------------------------- | -------------------------------------- | ----------------------------------- | ------------- | ------------ | ----- | ---- |
| Skulptur Heilige Margareta | Stein, farbig gefasst, 17. Jahrhundert | in der Kirche Ste-Marguerite (Lage) | PM55001562    | Inscrit      | 1992  |      |
| Glocke                     | Bronze, 15. oder 16. Jahrhundert       | in der Kirche Ste-Marguerite (Lage) | PM55000103    | Classé       | 1989  |      |